# 베르나보 비스콘티
베르나보 비스콘티(이탈리아어: Bernabò Visconti, 1323년 ~ 1385년 12월 18일)는 밀라노의 군주였던 이탈리아의 군인이자 정치인이다.

## 생애
그는 밀라노에서 스테파노 비스콘티와 발렌티나 도리아의 아들로 태어났다. 1346년부터 그의 작은 아버지인 조반니 비스콘티가 다시 불러들인 1349년까지 망명 생활을 해왔다. 1350년 9월 27일, 베르나보는 베로나의 군주인 마스티노 2세와 타데아 다 카라라 사이에서 태어난 딸인 베아트리체 레지나 델라 스칼라와 혼인을 하며, 두 도시 간의 정치, 문화적 동맹을 구축하였다. 그의 음모와 야망은 교황 우르바노 5세와 피렌체, 베네치아, 사보이아와의 전쟁으로 이어지게 하였다. 1354년에 조반니의 죽음으로, 베르나보는 그의 형제들인 마테오와 갈레아초와 함께 밀라노의 권력을 이어받았다. 베르나보는 베네치아와 국경을 마주한 동부 지역(베르가모, 브레시아, 크레모나, 크레마)을 받았다. 밀라노 공국은 세 형제들에게 차례대로 통치를 받았다. 잔혹했던 마테오가 1355년 형제들에 의해 살해당하였고, 그의 재산은 그 둘이 나눠가졌다.

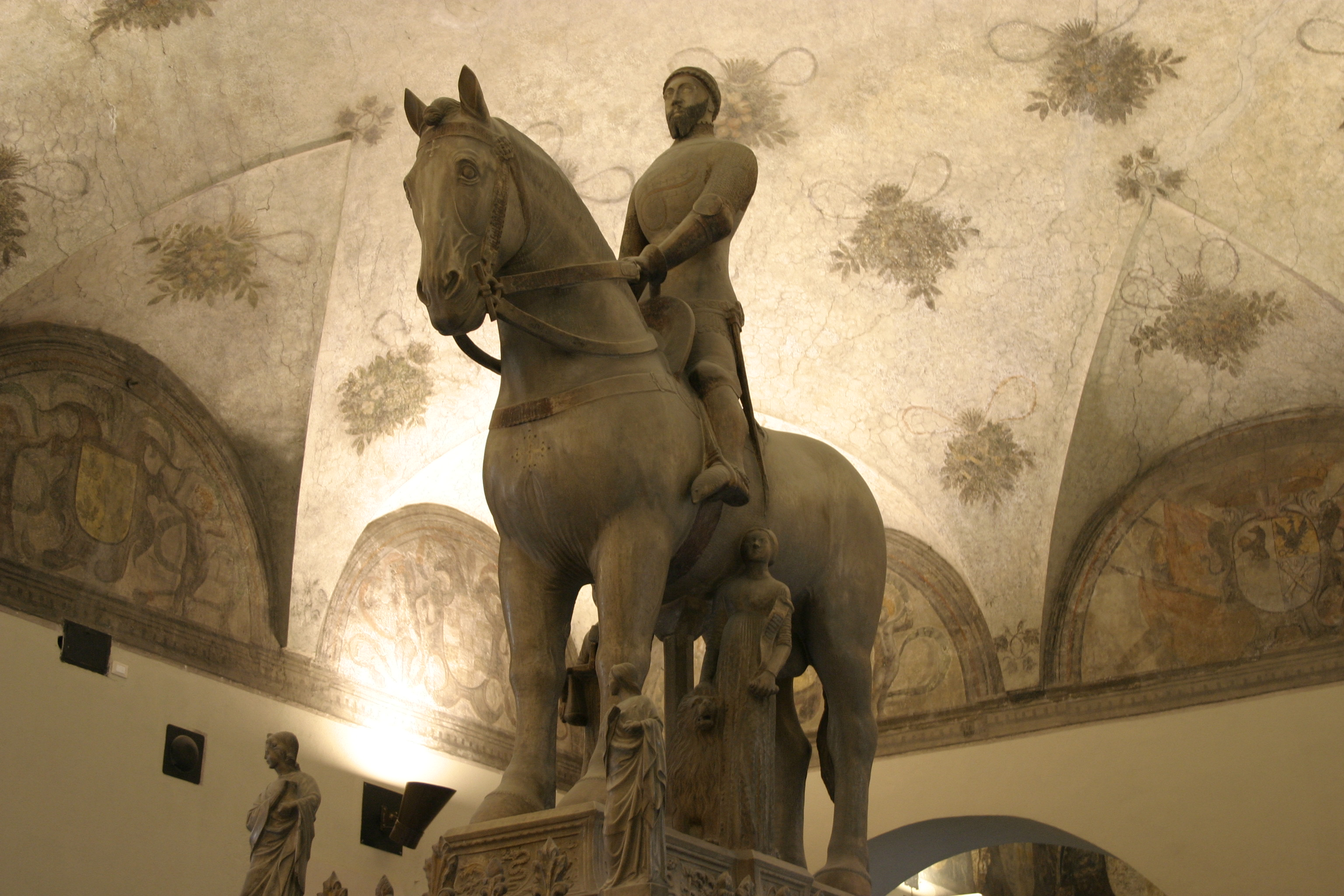
밀라노의 스포르체스코 성에 있는 베르나보 비스콘티의 기마상.

신성 로마 황제에게 모욕을 준 후인 1365년에 황제의 대리인인 마르크바르트 폰 란데크를 사로잡으면서 밀라노 공격이 미루어졌다. 1360년에 그는 아비뇽에 있던 교황 인노첸시오 6세에게 이단으로 선언되었고 카를 4세의 비난을 받았다. 그 결과로 발생한 분쟁은 갈레오토 1세 말라테스타가 이끄는 제국군에게 산루필로(San Ruffillo)에서 패배하며 종결되었다(1361년 7월 29일). 1362년에 그의 자매의 남편인 우골리노 곤차가가 사망한 것이 그가 만토바를 공격하게 되는 원인이 되게 하였다. 여러 곳과 전쟁중이던 그해 12월에 프랑스 국왕 장 2세의 중재를 통해 신임 교황 교황 우르바노 5세에게 휴전을 요청했다. 하지만 그는 교황령 도시인 볼로냐 반환을 무시하고 아비뇽에서 볼로냐를 스스로 증여하였으며, 1363년 3월 4일 그는 그의 아이들과 함께 다시 한번 파문을 당하였고 자식들 중에 암브로조는 교황군 사령관인 힐 데 알보르노스에게 붙잡혔다. 1364년 3월 13일 평화 조약과 함께, 비스콘티는 500,000 플로린을 지불하는 대신에 점령했던 교황령을 모두 떠났다.
1368년 여름에 비스콘티는 베로나의 칸시뇨리오 델라 스칼라와 동맹을 하여, 여전히 우골리노 곤차가가 지배하던 만토바를 공격했다. 이 상황은 이후 같은 해에 베르나보와 신성 로마 황제 간의 협약을 통해서 안정화되었다. 2년 후, 그는 레조를 포위하여, 1371년에 곤차가에게서 얻었다. 모데나와 페라라의 에스테 가문과의 전쟁이 밀라노를 증오하던 교황 교황 그레고리오 11세에 의해 다시 발발하였다. 1370년 그는 당시 세계에서 가장 컸던 싱글 아치 다리인 트레초 다리 건설 명령을 내렸다.
1373년, 교황은 베르나보와 갈레아초에게 파문장(실큰 코드에 회색빛의 실을 봉한 양피지)을 보내기 위해 두 명의 사절들을 보냈다. 극도로 화가난 베르나보는 두 사절을 체포한 다음 그들이 가져온 양피지와 실, 실큰 코드를 먹을때까지 그들을 풀어주지 않았다. 그는 밀라노에 역병이 발발했음에도 제정신이 아닌 힘으로 억누르며 견뎌내었다. 1378년에 제노바를 상대로 발발한 키오자 전쟁에서 베네치아 공화국과 동맹을 맺었다. 하지만 그의 군대는 1379년 발비사뇨(Val Bisagno)에서 패배하고 말았다.
폭정과 과도한 세납으로 베르나보는 밀라노인들을 격노하게 하였고, 그는 제프리 초서의 캔터베리 이야기 속 운명의 피해자로서 독재자의 교훈예화에 등장하기도 했다. 그는 1385년 조카인 잔 갈레아초 비스콘티에게 폐위되었고 트레초 성에 감금된 그는 그 해 12월에 독살되고 만다.
베르나보의 장례 조형물은 아내의 조형물, 그의 기마상과 함께 사전인 1363년에 제작되었다. 보니노 다 캄피오네가 제작한 이 조각상들은 산 조반니 인 콘카 교회에 배치될 예정이었지만, 현재 밀라노의 스포르체스코 성에 위치해있다.

## 자녀

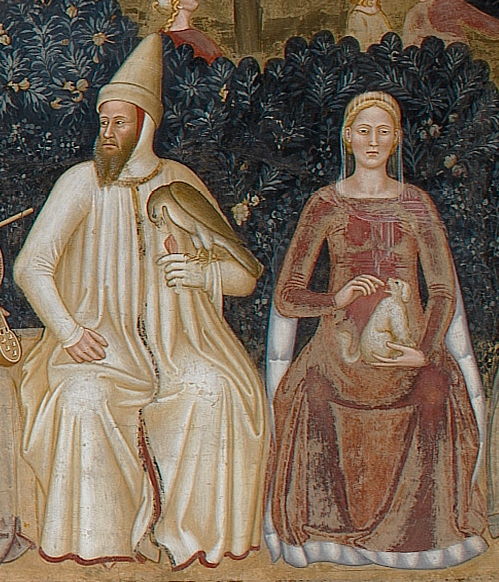
베르나보와 그의 아내 베아트리체

베르나보는 슈테판 2세 폰 바이에른과 동맹이였으며, 그의 딸 세 명이 슈테판의 후손들과 혼인을 했다. 그는 그의 아내 사이에서 17명의 적출을 두었다:
1. 타데아 비스콘티 (1351년–1381년 9월 28일) : 1364년 10월 13일 슈테판 2세 폰 바이에른과 결혼하며 바이에른 공작부인이 되었으며, 3명의 자녀를 두었다. 샤를 6세의 왕비가 된 바이에른의 이자보등이 포함된 3명의 자녀를 두었다.
2. 비리디스 비스콘티 (1352년–1414년) : 인너 오스트리아 공작 레오폴트 3세 폰 합스부르크와 혼인하여 6명의 자녀를 두었다.
3. 마르코 비스콘티(Marco Visconti, 1353년 11월 –1382) : 엘리자베트 폰 바이에른(Elisabeth von Bayern)과 혼인함.
4. 로돌포 비스콘티(Rodolfo Visconti, 1358년–1388년) : 파르마의 군주
5. 루도비코 비스콘티(Ludovico Visconti, 1358년–1404년 3월 7일) : 앤트워프의 라이오넬의 미망인 비올란테 비스콘티와 혼인함. 그들 사이에 아들인 조반니를 둔다.
6. 카를로 비스콘티(Carlo Visconti, 1359년 9월–1403년 8월) : 장 2세 다르마냐크와 잔느 드 페리고르(Jeanne de Périgord) 사이에 태어난 딸 베아트리스 다르마냐크(Béatrice d'Armagnac)과 혼인하여, 4명의 자녀를 둔다.
7. 발렌티나 비스콘티 (1360년–1393년) : 1378년에 키프로스 국왕 피에르 2세 드 뤼지냥과 초혼을 하여 유아기에 사망한 딸 하나를 두었고, 비르투(Virtù) 백작 갈레아초와 재혼한다.
8. 카테리나 비스콘티 (1361년–1404년 10월 17일) : 1380년 10월 2일 초대 밀라노 공작인 잔 갈레아초 비스콘티의 두 번째 아내가 되어 밀라노 공작부인이 되었으며, 2대 공작인 잔 마리아 비스콘티, 하녀 아녜세 델 마이노를 통해서 비안카 마리아 비스콘티의 아버지가 된 3대 공작 필리포 마리아 비스콘티등 아들 두 명을 낳았다.
9. 아녜세 비스콘티 (1362년–1391년) : 1380년 프란체스코 1세 곤차가와 혼인하여, 딸 한 명을 둔다. 아녜네세는 간통 혐의로 처형된다.
10. 안토니아 비스콘티 (1405년 3월 26일 사망) : 에베르하르트 3세 폰 뷔르트템베르크 백작과 혼인하여, 아들 세 명을 둔다.
11. 마스티노 비스콘티(Mastino Visconti, 1404년 사망) : 칸그란데 2세 델라 스칼라의 딸 안토니아 델라 스칼라(Antonia della Scala, 1400년 사망)와 혼인.
12. 마달레나 비스콘티 (1366년 – 1404년 7월 17일) : 프리드리히 폰 바이에른 공작과 혼인하여, 하인리히 16세 폰 바이에른을 포함한 5명의 자녀를 두었다.
13. 아이모네테 비스콘티(Aymonette Visconti) : 루이 1세 드 베르통 데 발베(Louis I de Berton des Balbes)과 혼인
14. 안글레시아 비스콘티(Anglesia Visconti, 1439년 10월 12일 사망) : 1400년 1월 자뉘 드 뤼지냥 키프로스 국왕과 혼인하였지만, 자녀를 두지 못하고 1407년/1409년에 이혼하였으며, 1411년에 그는 샤를로트 드 부르봉과 재혼하여 6명의 자녀를 둔다.
15. 잠마스티노 비스콘티(Giammastino Visconti, 1370년 – 1405년 6월 19일) : 클레오파 델라 스칼라(Cleofa della Scala, 1403년 사망)와 혼인하여, 3명의 자녀를 두었다. 클레오파는 칸그란데 2세의 딸이다.
16. 루차 비스콘티 (1372년 – 1424년 4월 14일) : 켄트 4대 백작인 에드먼드 홀랜드와 혼인했으나 자녀는 두지 못했다.
17. 엘리사베타 비스콘티 (1374년 – 1432년 2월 2일) : 1395년 1월 26일에 에른스트 폰 비텔스바흐 공작과 혼인하여, 알브레히트 3세 폰 비텔스바흐이 포함된 5명의 자녀를 두었다.

돈니나 델 포리(Donnina del Porri) 사이에 태어난 그의 서출들은 1384년 그의 아내 사망후 의식을 통해 적출이 되었다. 그들은 다음과 같다:
- 팔라메데(Palamede, 1402년 경 사망).
- 란첼로토(Lancelloto).
- 소브라나(Sovrana) : 조반니 다 프라토(Giovanni da Prato)와 혼인.
- 지네르바(Ginevra) : 레오나르도 말라스피나(Leonardo Malaspina, 1441년 경 사망)와 혼인.
- 엔리카(Enrica) : 프란키노 루스카(Franchino Rusca)와 혼인.

추가적으로, 베르나보는 다른 하녀들 사이에서도 사생아들을 가졌었다:
—벨트라몰라 그라시(Beltramola Grassi) 사이에서:
- 암브로조(Ambrogio, 1343년 – 1373년 8월 17일) : 콘도티에로이자 파비아 총독이였으며, 카프리노베르가마스코(Caprino Bergamasco) 전투에서 사망한다.
- 이소타(Isotta, 1388년 사망) : 루츠 폰 란다우(Lutz von Landau) 백작과 1378년 혼인.
- 에토레(Ettore, 1413년 사망) : 마르게리타 인프라스카티(Margherita Infrascati)와 혼인했으며, 잠시 동안(1412년 5월 16일 – 6월 12일) 밀라노의 정권을 지녔었다
- 리카르다(Riccarda) : 살(La Salle)의 영주 베르나르(Bernard, 1391년 사망)와 혼인.

—몬타니나 데 라차리(Montanina de Lazzari) 사이에서:
- 사그라모로(Sagramoro, 1385년 사망) : 브리냐노(Brignano)의 군주이며, 아킬레타 마를리아니(Achiletta Marliani)와 혼인.
- 돈니나(Donnina, 1360년–1406년) : 1377년 존 호크우드 경과 혼인.

—조바놀라 몬테브레토(Giovanolla Montebretto) 사이에서:
- 베르나르다(Bernarda, 1376년 사망) : 조반니 수아르디(Giovanni Suardi)와 혼인.
- 발렌티아(Valentia) : 벨조이오소(Belgioioso)의 군주 안토니오 젠틸레 비스콘티(Antonio Gentile Visconti)와 혼인.

## 참고 서적
- Pizzagalli, Daniela (1994). 《Bernabò Visconti》. Milan: Rusconi.